# Camilo Sesto
Camilo Blanes Cortés (Alcoy, Alicante, 16 de septiembre de 1946-Madrid, 8 de septiembre de 2019), más conocido por su nombre artístico Camilo Sesto, fue un cantautor y productor español de balada romántica, pop y rock.
Fue una de las voces insignia de España, galardonado en 2011 con la medalla «Máximo Orgullo Hispano», entregada en la ciudad de Las Vegas (Estados Unidos). Con más de 40 producciones discográficas y gracias a una actividad sostenida durante las décadas de 1970 y 1980, a lo largo de su carrera, totalizó 52 semanas como número 1 en la lista de Los 40 principales. Sus ventas totales se estiman en más de 2,5 millones de copias en todo el mundo.
Como compositor, escribió canciones para artistas tales como Miguel Bosé, Ángela Carrasco, Sergio Fachelli, Lani Hall, José José, Audrey Landers, Lucía Méndez y Manolo Otero, entre otros. En 1975, protagonizó el papel de Jesús en la ópera rock Jesucristo Superstar, que él mismo financió en su adaptación al español.
Falleció en Madrid, la madrugada del 8 de septiembre de 2019, producto de un fallo renal.

## Biografía
Nació en una familia de clase humilde, hijo del matrimonio formado por Eliseo Blanes Mora (electricista) y Joaquina Cortés Garrigós (ama de casa). Las lenguas maternas de Camilo Sesto eran el español y el valenciano. Además, hablaba inglés, idioma que posteriormente estudió en Los Ángeles, Estados Unidos.
Sus primeros pasos como cantante los dio en el coro de su colegio en Alcoy, pero no comenzó a interesarse realmente por la música hasta los 16 años.

### Sus inicios: los años 1960
Desde mediados de la década de 1960, Camilo Sesto (entonces aún Camilo Blanes) forma parte del grupo pop Los Dayson, con el que cantaba en bodas y bautizos por su comarca natal de Alcoy. Interpretaban canciones de The Beatles, los Bee Gees, el Dúo Dinámico y otros, además de las primeras composiciones del propio Camilo. Después de editar un disco, en 1965 viajan a Madrid para participar en el concurso de Televisión Española Salto a la fama. Interpretaron «Flamenco», de Los Brincos.
Después de esa actuación, la banda «Los Ojos Negros» querían captar una banda de música, por lo que les buscaron un local de Usera dispuesto a concederles sus primeros conciertos en la capital. Pero las cosas no salían como ellos esperaban y los miembros del grupo regresaron a Alcoy, pero Sesto se quedó en la capital. Tuvo que dedicarse a tocar instrumentos, a hacer coros para otros músicos y a pintar (su otra gran pasión), para poder sobrevivir.
En 1966, Sesto entró en las filas de otro grupo, Los Botines. El grupo participó en 1967 en el rodaje de la versión cinematográfica española de El flautista de Hamelín (protagonizada por el cantante español Miguel Ríos). Sesto llegó a estar entre los protagonistas principales en Los chicos del Preu (dirigida por Pedro Lazaga), una de las 100 películas más vistas de la historia del cine español.

### Los años 70
En otoño de 1970 grabó un sencillo con los temas Llegará el verano y Sin dirección, aún bajo el nombre artístico de «Camilo Blanes» con el cual inició su carrera como solista, y ganó el premio «Revelación», en el Festival de los Olés de la Canción. Participó en el concurso Canción 71 con el tema «Buenas noches». En el mes de marzo de 1971 grabó su álbum Algo de mí dirigido y realizado por su compatriota el cantautor Juan Pardo, y habiendo cambiado su apodo artístico inicial por el de "Camilo Sesto"  y con algunas de sus composiciones. Comenzó a hacerse popular con canciones como «Lanza tu voz», «A ti, Manuela», «Ay, ay, Rosseta» y «Mendigo de amor».
Su primera aparición en Televisión Española como solista fue interpretando el tema «Buenas noches», adaptación pop de la canción de cuna de Brahms. Gracias al éxito que le proporcionó su composición «Algo de mí», Camilo Sesto se dio a conocer a una audiencia más amplia, ubicándose en la cima de las listas de éxitos en Argentina y España.
En mayo, durante la última edición del Festival de la Canción del Atlántico en Puerto de la Cruz, Tenerife, obtuvo el tercer premio, con la canción «Mendigo de amor», compuesta por Juan Pardo.
En 1972 llegó a Argentina en donde recibió su primer disco de oro y comenzó una serie de exitosas presentaciones en Buenos Aires y ciudades importantes de otros países. Ese año editó su álbum Solo un hombre también dirigido y producido por Juan Pardo, con temas tales como: «Amor amar», «Fresa salvaje», «Como cada noche», «Con razón o sin razón» y «To be a man».
En 1973, en el II Festival OTI de la Canción, llevado a cabo en Bello Horizonte (Brasil), logró el 5º puesto con el tema «Algo más», el cual llegaría a convertirse, paradójicamente, en un éxito de ventas en el ámbito de la OTI. En el Festival del Atlántico le entregaron el premio al «Mejor Show» en este año. Creó la música para la obra de teatro Quédate a desayunar, de Marisol. Obtuvo, entre otros, el premio «Aro de oro» al mejor cantante. En el Maratón 1973 de la cadena de emisoras de la COPE se le entregó el galardón al «Mejor cantante del año». Asimismo, obtuvo un premio de la cadena de emisoras de la REN y el «Trofeo a la Popularidad» del Diario Pueblo. La revista Record World y la revista El gran musical le otorgaron premios. En noviembre de ese año salió a la venta uno de sus discos más vendidos: Algo más, con los temas: «Algo más», «Sin remedio» y «Todo por nada», que llegaron a los primeros lugares en todo el mundo.[cita requerida]
En febrero de 1974 participó en el Festival de Viña del Mar, Chile. Después editó su álbum Camilo y temas como «¿Quieres ser mi amante?», «Llueve sobre mojado», «Ayudadme», «Isabel», «Déjame participar en tu juego» y un clásico infaltable cada año y en la misma fecha «Madre», comenzaron a subir en las listas de éxitos radiales en todo el mundo.

#### Jesucristo Superstar
El 6 de noviembre de 1975, Camilo comenzó a protagonizar la ópera rock Jesucristo Superstar en el Teatro Alcalá-Palace de Madrid (España). También la produjo, costeándola en su totalidad. Había decidido realizarla en España tras asistir a varias representaciones en Londres. El proyecto resultaba sumamente complejo y caro, por lo que se dudaba acerca de su viabilidad. Pero, una vez en marcha, las funciones se prolongaron por cuatro meses con un gran éxito de público. La magnitud y calidad general de la obra (el compositor de la música, Andrew Lloyd Webber, reconoció que la única producción de todas las realizadas a lo largo del mundo equiparable a la original, norteamericana, fue la española[cita requerida]) contribuyó a elevar a Camilo Sesto en España hasta la categoría de mejor artista del momento. Y además dio inicio al fenómeno de los musicales en España, hasta entonces inexistentes. Sesto representó el papel de Jesús de Nazaret.
También participaron en el elenco Ángela Carrasco, en el papel de María Magdalena; Teddy Bautista, como Judas (también se encargó de la dirección musical); Alfonso Nadal, como Poncio Pilato, y Dick Zappala, como Herodes Antipas, entre otros. La dirección y la adaptación de las letras originales corrió a cargo de Jaime Azpilicueta. La producción fue del propio Camilo Sesto, invirtiendo en el proyecto más de 12 millones de pesetas. En este año editó y produjo su álbum Amor libre con éxitos como «Jamás», «Melina» entre otros. Al finalizar la obra, la empresa Gillette ofreció a Sesto cincuenta mil dólares por afeitarse la barba para uno de sus anuncios. El cantante aceptó, pero donó el dinero a un asilo de niños huérfanos.[cita requerida]

#### Mediados de los 70
En Estados Unidos el tema «¿Quieres ser mi amante?» es nominado al Grammy en la categoría Best Latin Recording (Mejor Grabación Latina) durante el año 1975. Además, consigue el premio a la mejor atracción, otorgado por la revista Show Spress, así como el Premio Vips de Oro por su destacada labor. En 1976 lanza el álbum Memorias con éxitos tales como «Alguien», y el roquero «Solo tú» donde alcanza registros altísimos. Entre los éxitos que contiene destaca el primer tema, «Memorias», cuyo video promocional tiene la peculiaridad de ser grabado en la NASA. Durante ese año compone dos canciones para Miguel Bosé, a quien lanza como cantante al producir y componer su primer disco.[cita requerida]
En mayo de 1977 sale a la venta su álbum Rasgos con grandes éxitos «Si tú te vas», «Con el viento a tu favor» y «Mi buen amor». Ese mismo año edita otro álbum llamado Entre amigos con canciones como «Miénteme» y «Celos». El título hace referencia a los compositores, a los cuales se abre Camilo Sesto, invitándolos a este disco. Entre ellos destaca el compositor español Juan Carlos Calderón, quien entre otros temas le compone «Celos», uno de los escasos grandes éxitos suyos de los que él no es autor. Realiza un memorable recital en vísperas de la fiesta de Reyes, dando un recital benéfico en el escenario del Teatro Alcalá-Palace a beneficio de niños discapacitados. Le otorgan el título de «Cantante español más importante de 1977».[cita requerida]
En 1978 se edita su álbum Sentimientos, que incluye la canción «Vivir así es morir de amor». Se convirtió en disco de oro en España por más de 50 000 copias vendidas. Ese año recibe el Premio «Atracción» por ser el cantante más contratado durante ese año. En noviembre realiza una gira por Estados Unidos y México.[cita requerida]
En 1979 Sesto efectúa presentaciones con gran éxito en Alemania, Francia e Italia. Toma tres meses de vacaciones en Los Ángeles, fijando allí su residencia, con la intención de conquistar el mercado estadounidense y mejorar su inglés. El 6 de noviembre se presenta en el Madison Square Garden de Nueva York, ante más de cuarenta y cinco mil personas, bajo el reclamo de ser «The Sinatra of Spain». Actúa invitada por él Ángela Carrasco. El 27 de junio, en el Auditorium de Palma de Mallorca, participa junto con otros cantantes en el Festival a beneficio de Unicef. Escribe una canción especial para el afamado cantante mexicano José José, «Si me dejas ahora» la cual le da el nombre al álbum de este intérprete, al igual que otra canción: «Donde vas»; ese disco fue producido por Sesto quien produjo en diciembre su álbum Horas de amor llegando a los primeros lugares de temas exitosos de la temporada «La culpa ha sido mía», «Has nacido libre» y «Si me dejas ahora».[cita requerida]
A finales de este año, compuso y produjo el dúo «Callados», clasificado 5º en México.

### Los años 1980
En los años 1980, Camilo Sesto prosigue con gran éxito su carrera, pero sin dejar de adaptarse a los nuevos tiempos, principalmente a través de la actualización de los arreglos de sus composiciones.[cita requerida]
En enero de 1980, realiza en Madrid y Barcelona galas benéficas en favor de la Cruz Roja. Desde marzo hasta junio habita en Los Ángeles, en la mansión perteneciente al actor Carrol O'Connor. Después regresa a España para actuar. En mayo le entrega una canción a José José, «Insaciable amante», que vendría incluida en el álbum Amor, amor del cantante mexicano. A finales de junio visita Argentina con Ángela Carrasco. Su presencia es aprovechada para ser incluidos en la película argentina La discoteca del amor. En agosto hace la primera gala de verano en Madrid. El 1 de octubre realiza las galas OTA 80 en Palma de Mallorca. Canta con el dedo meñique derecho escayolado, a causa de una lesión que había sufrido durante un partido de tenis. En verano regresa a Madrid para reaparecer en una serie de galas. A finales de ese año edita su álbum Amaneciendo con el que se ubica como n° 5 en España y n°7 en Argentina , vendiendo más de 150 000 copias del álbum, con cinco sencillos editados, destacando «Perdóname», «Vivir sin ti», «Días de vino y rosas», «Donde estés, con quien estés» y «Un amor no muere así como así».[cita requerida]
En enero de 1981 triunfó en el programa de máxima audiencia neerlandesa Telebingo.[cita requerida] Al mes siguiente, partició nuevamente en el Festival de Viña del Mar, donde le entregan a pedido del público el Premio «Gaviota de Plata». Fue el primer artista al que se le concede este galardón.[cita requerida]
Después de una gira, Camilo se presentó nuevamente en el Casino Las Vegas con nueva exhibición, producción y arreglos, entre el público se encuentran Priscilla Presley, Julio Iglesias, Miguel Bosé, Jose Luis Rodríguez y KC and the Sunshine Band, entre otros.[cita requerida]
En septiembre, se fue a vivir a Los Ángeles, a una mansión cuyo dueño es el actor Michael York. En octubre sale al mercado su álbum Más y más, los temas «Amor no me ignores», «Tarde o temprano» y el clásico «No sabes cuánto te quiero» llegan a los primeros lugares. El Día de la Hispanidad vuelve a actuar en el Madison Square Garden de Nueva York, participando en el Festival de la Hispanidad.[cita requerida]
En 1982, ofrece un recital en Palma de Mallorca ante dieciséis mil personas, con un emocionante cierre: cuando Camilo le dedica el tema «Perdóname» a su madre, y ambos rompen en llanto, el público se pone de pie. Ese mismo año saca al mercado su álbum Camilo, grabado totalmente en inglés. A finales de este año produce su álbum Con ganas con los grandes éxitos «Mi mundo tú», «Terciopelo y piedra», «Mientras tú me sigas necesitando» y «Devúelveme mi libertad», entre otros.[cita requerida]
En 1983, se presenta con extraordinario éxito en la BBC de Londres, en el Show de Grace Kennedy. La presentadora lo nombra «Camilo Sesto Superstar»; ambos interpretan a dúo «You Don't Bring Me Flowers», y Camilo canta sus más recientes éxitos, incluyendo «Shoulder to Shoulder». El 14 y 15 de mayo de ese año Camilo Sesto se presenta en el Felt Forum de Nueva York. A finales de mayo, en su gira por los Estados Unidos, se presenta en el The Universal Amphitheatre. Camilo Sesto incursiona en Hollywood al presentarse en los Estudios Universal, en dos horas de actuación ante más de dieciséis mil personas, lo coloca como el artista extranjero más importante de ese año (Disco Show). Ese mismo año produce además un LP para Ángela Carrasco, Unidos, compuesto y producido por él mismo y otro para la mexicana Lucía Méndez, intitulado Cerca de ti, también producido y escrito por él. A comienzos de noviembre realiza en México más de una decena de galas benéficas, donde todo lo recaudado va en beneficio de los más desposeídos, entre otras: la Asociación Mexicana de Asistencia Cardiovascular, la Asociación de Niños Huérfanos "El Mexicanito", la Fundación Rotaria de Rehabilitación, la Cruz Roja Mexicana y la Casa Cuna "La Paz", entre muchas otras. Camilo hizo entrega de los cheques personalmente.[cita requerida]
El 24 de noviembre de 1983, nació su único hijo, Camilo Míchel Blanes Ornelas, fruto de una breve relación con la mexicana Lourdes Ornelas Soto, cuya custodia obtuvo; se editó su álbum Amanecer 84. Éxitos como «Paloma blanca, paloma mía» y «Amor de mujer» llegan a los primeros puestos en los 40 Principales.[cita requerida]
En 1984, el 14 de febrero, coincidiendo con el día de San Valentín, Camilo recibe de manos de Odette Pinto, en la discoteca Muntaner 4 de Barcelona, el premio «Romeo de la Canción». A finales de febrero a Camilo se le brinda un homenaje en el lujoso restaurante «La Bastilla» por el gran éxito conseguido en los Estados Unidos. Ese año recibe el premio A.C.E al «Mejor artista extranjero» y «Mejor espectáculo extranjero» en Nueva York, en Japón y en Europa. El 11 de mayo Sesto actúa en Chicago, donde reúne a más de quince mil personas en Le Pavillon. El sencillo «My love», interpretado a dúo con la actriz y cantante Audrey Landers (de la serie Dallas), se transforma en todo un éxito en los Estados Unidos, en Alemania y en los Países Bajos.[cita requerida]
El 15 de octubre, en la sala madrileña Florida Park, se entregaron los discos de Oro y de Platino a los cantantes más importantes. Estos galardones están garantizados por la Sociedad General de Autores de España y por la Asociación Fonográfica del Video. Sesto estaba de gira, pero se le otorgan 7 Discos de Oro y otro de Platino. Entre el 8 de octubre y el 13 de noviembre realiza una gira por Venezuela, Argentina y Ecuador.[cita requerida]
En 1985 editó el álbum Tuyo donde destacan «Contigo soy capaz de todo» y «Ven o voy». En febrero Camilo Sesto llega a la isla de Puerto Rico, y es tanta la euforia de los millares de fanes que el gobernador Rafael Hernández Colón declara el 21 de febrero de 1985 «Día Tributo a Camilo Sesto». En marzo recibe un galardón por ser el artista que más ha contribuido a la defensa y divulgación de la cultura española.[cita requerida]
En mayo llevó a cabo una exitosa gira por Japón: siete conciertos en total, en los que reúne a más de cuarenta mil personas en cada show, que además es transmitido a millones de radioescuchas y se presenta en la televisión japonesa con gran éxito.[cita requerida]
En septiembre obtiene el «Premio Ricard de la Canción 1984» al cantante más popular. Escribe su autobiografía, titulada Biografía y memorias, editada por Plaza & Janés. En ella plasma toda su vida: sus experiencias, sus amores, sus inquietudes, su familia, sus referencias musicales y sus intimidades.
En 1986 lanzó su álbum Agenda de baile y su nueva versión de «Quererte a ti». En octubre realiza una gira por México durante poco más de un mes. A finales de octubre realiza una exitosa gira por los Estados Unidos. Además, se presenta en Disneylandia, tras participar en el desfile de personajes de Disney; da un recital para más de seis mil personas y graba un video junto a Blancanieves. Este es, sin embargo, el año de su retiro voluntario de los escenarios. En marzo de 1987 declarará en la revista ¡Hola!: «Me voy porque quiero hacerme mayor viendo hacerse mayor a mi hijo». Siendo esa la principal razón, también pueden señalarse como causas para su adiós el cansancio de Camilo tras su larga y densa trayectoria artística, y los más de seis mil conciertos desde 1970 a 1987 por todo el mundo sin parar. Traslada su residencia a Miami (Florida).[cita requerida]
En 1988, desde marzo alternó el uso de su residencia norteamericana con la de su chalé en Torrelodones, Madrid (España), siempre junto con su hijo. Realizó algunas actuaciones esporádicas por España: el 15 de julio en La Eliana (Valencia); el 27 de agosto en Santa Pola (Alicante); el 5 de septiembre en Rocafort (Valencia), y el 8 de septiembre en Monóvar (Alicante).[cita requerida]

### Los años 1990
En 1991 regresó al mundo de la música con el álbum A voluntad del cielo con nuevos sonidos y éxitos «Bienvenido amor», «Vuelve» y el ya clásico «Amor mío, ¿qué me has hecho?», que además viene acompañado con un vídeo promocional, catalogado por muchos como el mejor de su carrera. Sin embargo, el álbum no cumple con el éxito esperado, ubicándose en ningún país, como Estados Unidos, donde no alcanzará el ranking general de ventas, a pesar de un segundo lugar en el Latin Pop Albums del Billboard. Lleva a cabo actuaciones en Caracas (Venezuela) y en Bogotá (Colombia), tras las cuales es ovacionado de pie durante más de media hora. Llega a Argentina para promover su álbum A voluntad del cielo, presentándose en los programas de Susana Giménez además Mirtha Legrand y Raúl Matas en Chile. A finales de ese año, el tema «Amor mío, ¿qué me has hecho?», si al igual que el álbum no logra alcanzar las ventas nacionales en los Estados Unidos, alcanzó el primer lugar del Hot Latin Songs durante 9 semanas, y fue nominado para el premio ASCAP en la categoría Pop Song en 1993.
En 1992 salió a la venta el álbum Huracán de amor. En marzo de 1993 se presenta en México en la celebración de los 30 años de carrera de José José, recitándole unas palabras y cantándole la canción que catorce años atrás le escribió: «Si me dejas ahora». En 1994 sale al mercado el álbum Amor sin vértigo en donde se incluye una canción cantada con su hijo «Sentimientos de amor». Sigue viviendo en su mansión de Coconut Grove.[cita requerida]
El 21 de abril de 1997, en el programa Hoy es posible, de Televisión Española, actuó junto a su admiradora la mexicana nacionalizada española Alaska, líder entonces del grupo Fangoria. Interpretan dos de los grandes éxitos de Camilo: «Vivir así es morir de amor» y «El amor de mi vida». El 2 de diciembre de ese año le entregan el premio honorífico por sus veinticinco años de carrera artística.[cita requerida] El recopilatorio con 30 grandes éxitos Camilo Superstar se convierte en disco de platino en España pero también en Argentina.
En 1998 se editaron en América las recopilaciones denominadas The Best, volúmenes I y II.[cita requerida]

### Los años 2000
En el año 2000 logró grabar el que había sido uno de los proyectos musicales que más le ilusionaron: el musical El fantasma de la ópera, de Andrew Lloyd Webber. Colaboró en él la cantante Isabel Patton. Pero problemas legales le impiden la publicación del disco. En 2001 se le trasplantó el hígado, a causa de una hepatitis que había contraído en los años 80. En 2002 después de recuperarse de la operación, Camilo Sesto volvió a componer: surge la canción «Duda de amor» para el primer álbum de David Bustamante. Uno de los temas que había cantado Bustamante durante su participación en el programa Operación Triunfo fue «Perdóname», de Camilo. Ese mismo año lanzó el álbum Alma, con el sencillo «Mola mazo» (expresión coloquial española que significa «es estupendo» o «me gusta mucho») gana popularidad entre el público joven español. En ese disco incluye su versión de «Duda de amor» que llega rápidamente al número 1 en América; también su nueva versión de su clásico «Fresa salvaje» y «Mi ángel azul», el cual lo sitúa nuevamente como primera figura.[cita requerida]
En 2003 llevó a cabo una gira por varios países americanos: Chile, Perú, Colombia y México.[cita requerida]
En 2004 participó en la segunda jornada del Festival de Viña del Mar. Allí recorrió sus éxitos de ayer y hoy. Su actuación le valió retirarse del escenario con una Antorcha de Plata, una Antorcha de Oro y una Gaviota de Plata. En diciembre de ese mismo año se editó el recopilatorio Camilo Sesto n.º 1. En él, junto a sus grandes éxitos, vieron la luz los temas «Nada ocurrirá» y «Quién será», inéditos hasta entonces.[cita requerida]
En 2005 se reeditó el álbum Jesucristo Superstar, remasterizado digitalmente a partir de las grabaciones originales, para conmemorar los treinta años desde la puesta en escena en Madrid de la ópera rock homónima. El disco incluye fotos de la representación y las letras de las canciones. A finales de 2006 compone el «Himno a Bujalance», dedicado inicialmente al equipo de fútbol sala «Maderas Miguel Pérez» de la ciudad de Bujalance, Córdoba (España). Camilo cede todos los derechos del tema a su ayuntamiento, con lo cual las ganancias íntegras de la venta del disco se destinan a beneficiar al deporte local.
El 1 de febrero de 2007, en el marco de la Feria Internacional de Turismo (FITUR), la Mancomunidad del Alto Guadalquivir, a la que pertenece la población de Bujalance, nombra a Camilo Sesto su «embajador cultural». En ese acto se le hace entrega de una placa con motivo de tal nombramiento, la cual reza: «Se nombró a don Camilo Blanes Cortés, “Camilo Sesto”, Embajador Cultural de la Comarca del Alto Guadalquivir, en reconocimiento a la extraordinaria y desinteresada labor que viene desarrollando en pro de la cultura y el deporte en la comarca del Alto Guadalquivir».
Ese año Camilo Sesto fue elegido «el famoso español más famoso de la historia» por votación telefónica en el programa español Sé lo que hicisteis..., dejando atrás a otros como Julio Iglesias, Raphael, Miguel Bosé y Nino Bravo, entre muchos más.[cita requerida]
En 2008 inició su gira Camilo Pura Vida que es el inicio de su Tour de Despedida con presentaciones en América.
En 2009 continuó con exitosas presentaciones en Estados Unidos: el 9 de octubre, Nueva York en el The United Palace; el 10 de octubre, Nueva Jersey en el Teatro Ritz; el 17 de octubre, Miami en el monumental estadio American Airlines Arena; y prosigue por México (Arena Monterrey, Auditorio D. F., Auditorio Chiapas, Guadalajara), Venezuela, Perú, con llenos totales en todas y cada uno de los megaeventos, todas las entradas agotadas a los pocos días.[cita requerida]

### Los años 2010
En mayo de 2010, firma un contrato con la discográfica Universal Music Spain para hacer un álbum en directo. El 6 de julio de 2010, Camilo en conferencia de prensa con medios españoles e internacionales anuncia que actuará en Madrid después de veinte años, y que se editará el último disco de su carrera, llamado Todo de mí, CD/DVD en directo que saldría a la venta a finales de ese mismo año. Camilo actúa en dos conciertos, el 1 y 2 de octubre, en el Palacio de Congresos, donde interpreta más de treinta canciones y cuyo material es grabado. El álbum Todo de mí de Camilo, salió a la venta el 30 de noviembre, conteniendo un libro con un resumen de la vida de Camilo, con fotografías de su carrera. Esta producción contiene 2 CD con 29 canciones y un DVD grabadas en los conciertos de Madrid. Este fue el primer DVD, pues anteriormente en directo había editado sus conciertos en otros formatos como Betamax y VHS.
El 12 de enero de 2013 fue atracado en su chalet de Madrid donde los ladrones entraron y amordazaron al cantante. Se sustrajeron diferentes objetos de valor y dinero. El cantante sospechó de una persona de confianza a la que demandó, pero el juicio se celebró tras su fallecimiento.
Desde 2014 y pese a su retiro anunciado, Camilo continuó realizando actuaciones esporádicas en países como Argentina, Chile, Perú, Colombia, Puerto Rico, México y Estados Unidos. 
A finales de 2016, coincidiendo con su cumpleaños número 70, se publica un nuevo recopilatorio llamado Camilo70, este CD contiene 60 canciones, entre éxitos y temas inéditos. 
En 23 de noviembre de 2018, se publicó el álbum Camilo Sinfónico, donde que incluyen algunos de sus grandes éxitos con la Orquesta Sinfónica de RTVE.

### Fallecimiento
Camilo Sesto falleció en la madrugada del 8 de septiembre de 2019 a sus 72 años, en un Centro Hospitalario de Madrid. El equipo del artista anunció su muerte a través de la cuenta oficial del artista en la red social Twitter: «Queridos amigos y amigas, lamentamos mucho comunicaros que nuestro gran y querido artista Camilo Sesto nos acaba de dejar. Descanse en paz». Posteriormente, la madre de su hijo, Lourdes Ornelas y también su representante, Eduardo Guervos, confirmaron su deceso a los medios.
La causa de la muerte de Camilo Sesto fue un paro cardiorrespiratorio asociado a un fallo renal, por el cual ya mantenía un delicado estado de salud desde hacía varios años.
Varias figuras del mundo del espectáculo lamentaron el deceso del cantante, entre ellos Raphael, Julio Iglesias, Isabel Pantoja, Alejandro Sanz, Antonio Banderas, Marta Sánchez, Pablo Alborán, Paloma San Basilio, José Luis Perales,
Yuri, Ángela Carrasco y Carlos Baute entre otros.
Esta enterrado en el Cementerio de Alcoy junto con sus padres.

## Premios
El 28 de mayo de 2011, en Las Vegas (Nevada, Estados Unidos), se le concede el premio «Máximo orgullo hispano» en reconocimiento a sus casi 50 años de carrera musical.
El 1 de julio de 2011, durante las celebraciones del Orgullo de Madrid, Camilo Sesto recibe en la Plaza de Callao el premio especial de Mr. Gay Pride España en reconocimiento a su trayectoria musical. Allí cantó «Vivir así es morir de amor» y dedicó unas palabras al público.
El 29 de octubre de 2012, después de dos meses de votaciones en un concurso de Radio Felicidad en Perú, se eligió a Camilo Sesto como «El más grande de la música en español».
El 18 de noviembre de 2016 es nombrado Hijo Predilecto y se le concede la Medalla de Oro de Alcoy.
En 2017, las autoridades estatales de Nevada proclamaron el día 28 de mayo «Día de Camilo Sesto».
En su testamento legó todos sus objetos personales para la realización de un Museo en Alcoy, su ciudad natal.

## Vida personal
Camilo Blanes Cortés tuvo en 1983 un hijo llamado Camilo Blanes Ornelas, alias Camilín Blanes o, simplemente, Camilín, producto de su relación con la mexicana Lourdes Ornelas. No se le conocen otras relaciones formales ya que el artista mantuvo celosamente resguardada su vida personal. Se le atribuyeron romances con las actrices: Marcia Bell, Blanca Estrada, Andrea Bronston y Maribel Martín.
Un problema de alcoholismo terminó en un trasplante de hígado en 2001, que resultó fallido al sufrir rechazo y hubo que repetir. En 2011 sufrió un accidente doméstico al caerle una estantería de libros encima, rompiéndose un tobillo. El incidente requirió varias operaciones que debilitaron aún más su salud. En 2015 se sometió a varias intervenciones estéticas en su rostro, que fueron muy comentadas.

## Discografía

### Grupos
- 1964: Los Dayson
- 1966: Los Botines

### Álbumes
- 1970: Llegará el verano/Sin dirección
- 1971: Algo de mí
- 1972: Sólo un hombre
- 1973: Algo más
- 1974: Camilo
- 1975: Amor libre
- 1975: Jesucristo Superstar
- 1976: Memorias
- 1977: Rasgos
- 1977: Entre amigos
- 1978: Sentimientos
- 1979: Horas de amor
- 1980: Amaneciendo
- 1981: Más y más
- 1982: Camilo (en inglés)
- 1982: Con ganas
- 1984: Amanecer/84
- 1985: Tuyo
- 1986: Agenda de baile
- 1991: A voluntad del cielo
- 1992: Huracán de amor
- 1994: Amor sin vértigo
- 2002: Alma (con Isabel Patton)
- 2003: Alma (Segunda edición) (con Andrea Bronston)
- 2010: Todo de mí - 2 CD y DVD grabado en directo el 1 y 2 de octubre en Madrid

### Recopilatorios
- 1982: Muy personal
- 1997: Camilo Superstar
- 2004: Camilo Sesto Nº 1
- 2005: Jesucristo Superstar  (edición 30 Aniversario)
- 2016: Camilo70  (álbum recopilatorio, 70 años de Camilo Sesto)
- 2018: Camilo Sinfónico
- 2022: Camilo Forever (primer álbum póstumo)

### Sencillos e inéditos
Camilo Sesto al momento de lanzar su producciones en álbumes, siempre tuvo más canciones de las que se necesitaban y que no incluía en sus discos y de esa manera solo las daba a conocer mediante sencillos y algunos quedaron inéditos hasta que los fanáticos camilistas y el mismo Camilo los dieron al descubierto.

#### Canciones a dúo
- «Vivir así es morir de amor» (con Alaska)
- «Amanecí en tus brazos» (con Rocío Dúrcal)
- «Amor brujo» (con Lisa Ball)
- «Callados» (con Ángela Carrasco)
- «Corazón encadenado» (con Lani Hall)
- «Corazones de fuego» (con Ángela Carrasco)
- «Ella» (con Rocío Dúrcal)
- «Mi amor» (con Audrey Landers)
- «Ni tú, ni yo» (con Charytin Goyco)
- «No digas no» (con Scarlata)
- «Por amor» (con Raquel Ramírez)
- «Si tú fueras capaz» (con Lani Hall)
- «You don't bring me flowers» (con Lisa Ball)
- «Sentimiento de amor» (con Camilo Michael Blanes -su hijo-)
- «Perdóname» (con Rocío Dúrcal)
- «Volver, volver» (con Rocío Dúrcal)

#### Canciones en otros idiomas
- «Ajudadme» (versión en alemán de «Ayudadme»)
- «Aiutatemi» (versión en italiano de «Ayudadme»)
- «Algo mais» (versión en portugués de «Algo más»)
- «Melina» (versión en portugués de «Melina»)
- «¿Queres ser minha amante?» (versión en portugués de «¿Quieres ser mi amante?»)
- «Só tú» (versión en portugués de «Sólo tú»)
- «Only you» (versión en inglés de «Solo tú»)
- «Amor... amarti» (versión en italiano de «Amor... amar»)
- «Un uomo così» (versión en italiano de «Solo un hombre»)
- «Tutto per niente» (versión en italiano de «Todo por nada»)
- «Gelosia» (versión en italiano de «Celos»)
- «Someone» (versión en inglés de «Alguien»)
- «Where are you» (versión en inglés de «Qué difícil es ser feliz»)
- «Don't say a word» (versión en inglés de «Amor Libre»)
- «Rote Rosen im Haar» (en alemán)
- Varios temas en inglés y dos en valenciano: «Som» y «El meu cor es d'Alcoy».

#### Otras canciones
- «Amar y vivir»
- «Colorina» (1980, tema de telenovela)
- «Cómo haré para entender» (Ranchera mexicana)
- «No cierres tus ojos» (Ranchera mexicana)
- «Contra el aire» (1979)
- «Cuando tengo frío»
- «Demasiado joven»
- «Don't tell my mama»
- «El juego del amor»
- «Good bye, my love»
- «Hasta dónde»
- «Jamie my love»
- «Mola mazo»
- «Nada ocurrirá» (1973)
- «Nadie me ama»
- «Now is my time»
- «Qué nos pasa esta mañana»
- «Quien será» (1979)
- «Sálvate»
- «Soledad»
- «Soñando o despierto»
- «Te quiero y lo demás carece de importancia»
- «Winning»
- «Dónde estés y con quién estes»
- «Yesterday»
- «Yo también te quiero» (1974)
- Canto a Bujalance (2006)
- «Por un sin querer queriendo» (aún inédito - 2007)

## Filmografía
- La playa del amor (1980)
- La discoteca del amor (1980)
- Las vacaciones del amor (1981)